# 安乐乡 (简阳市)
安乐乡，是中华人民共和国四川省资阳市简阳市曾经下辖的一个乡。2019年12月，撤销安乐乡、平息乡，将原安乐乡和原平息乡所属行政区域划归施家镇管辖。

## 行政区划
安乐乡撤销前下辖以下地区：
均平村、兰坝村、民义村、清平村、三合村、天才村、兴隆村和悦乐村。